# Ленка Бељиница
Ленка Бељиница (20. мај 1868 — 4. октобар 1889) била је српска добротворка.

## Биографија
Ленка Бељиница родила се 1868. године у имућној породици. Због доброг имовинског статуса била је у прилици да буде у високом и истакнутом друштву, али исто тако да помогне онима којима је помоћ била неопходна.
Ленка је посебно финансијски помагала београдске сиромашне породице. Упамћена је и њена помоћ рањеним и оболелим борцима у време Српско-турских ратова 1876-1878 године. Такође, у време рата са Бугарском 1885. године, Ленка је прва послала новчану помоћ рањеницима и војницима. За ова доброчинства Друштво Црвеног крста одликовало ју је Захвалницом.
Њен супруг Танасије Таса Миленковић (1852-1918) био је један од чланова Друштва Свети Сава, па је Ленка, вероватно под његовим утицајем, завештала овом друштву своју кућу у Београду у тадашњој Ускочкој улици број 9, од које је образована задужбина Ленке Бељинице. Кућа се налазила у близини данашње Кнез Михаилове улице и била је вредна тадашњих 60 хиљада динара. Ова кућа се издавала и од кирије су се штампале књиге Друштва. Након Ленкине смрти Таса је, како би очувао успомену на своју супругу, од њеног имања основао хуманитарну задужбину, за помоћ најугроженијима.